# Himson Teleda
Himson Teleda (18 de julio de 1992) es un exfutbolista salomonense que jugaba como mediocampista en el Western United FC.

## Carrera
Desde 2011 juega en el Western United FC.

### Clubes
| Club              | País          | Año         |
| ----------------- | ------------- | ----------- |
| Western United FC | Islas Salomón | 2011 - 2014 |

### Selección nacional
Jugó dos encuentros con la selección de las Islas Salomón y en ambos marcó. El primero fue ante Nueva Zelanda por la Copa de las Naciones de la OFC 2012 y el otro contra Tahití en un partido de las eliminatorias a Brasil 2014.